# Principato di Serbia (medievale)
Il Principato di Serbia (in serbo Кнежевина Србија?, Kneževina Srbija) fu uno degli Stati alto-medievali popolato da Serbi e situato nelle regioni occidentali dell'Europa sud-orientale. Esistito dall'VIII secolo e fino al 969-971 circa, quando fu assoggettato dall'Impero bizantino, venne governato dalla dinastia dei Vlastimirović. Il suo primo sovrano di cui si conosce il nome fu Viseslao, che iniziò a governare intorno al 780. In quel frangente storico, era il Primo Impero bulgaro tra le principali potenze che esercitavano la propria autorità nell'Europa sud-orientale. Contro i bulgari dovette infatti confrontarsi il principe Vlastimiro (805 circa-851), il quale resistette e sconfisse l'esercito bulgaro combattendo una guerra durata tre anni (839-842); a seguito del conflitto, le due potenze vissero in pace per alcuni decenni. I tre figli di Vlastimiro riuscirono a governare insieme la Serbia, anche se non per molto tempo; la Serbia si trasformò in una terra di contesa cruciale nella lotta di potere tra i bizantini e i bulgari. I serbi agirono prevalentemente da alleati dei bizantini, circostanza che portò anche allo scoppio di grandi guerre dinastiche per un periodo di tre decenni. Il principato fu annesso nel 924 da Simeone I e sottoposto al dominio bulgaro fino al 927, quando il principe serbo Časlav si impose come autorità in Serbia dopo aver unito diverse regioni serbe, diventando così il più potente sovrano della dinastia Vlastimirović.
Un importante processo avvenuto nella fase storica in esame riguardò la cristianizzazione dei serbi, completata dall'istituzione del cristianesimo come religione di Stato nella seconda metà del IX secolo e seguita dalla fondazione delle prime eparchie (diocesi). Il principato fu annesso dai Bizantini nel 969-971 circa e confluì amministrativamente nel cosiddetto Catepanato di Ras. Le principali informazioni relative alla storia del principato e alla dinastia Vlastimirović sono pervenuteci grazie all'opera storica coeva intitolata De administrando imperio (scritta tra il 948 e il 949 circa).

## Contesto storico
Gli Slavi (Sclaveni) si insediarono in ogni angolo dei Balcani durante il VI e il VII secolo, determinando così la conclusione del dominio dell'Impero bizantino in quelle regioni. Le vicende storiche legate al principato serbo alto-medievale e alla dinastia dei Vlastimirović sono riportate essenzialmente dal De administrando imperio ("Sul governo dell'Impero, abbreviato in "DAI"), compilata dall'imperatore bizantino Costantino VII Porfirogenito (regnante dal 913 al 959). L'opera menziona il primo sovrano serbo, convenzionalmente noto come "Arconte sconosciuto" e il cui nome risulta ignoto, che condusse i Serbi bianchi nell'Europa sud-orientale e ricevette la protezione dell'imperatore Eraclio I (r. 610-641), prima dell'invasione dei bulgari e della successiva così turismo e del Primo Impero bulgaro (680). Il sovrano serbo era riconosciuto con il titolo di "Principe (arconte) della Serbia" (αρχων Σερβλίας). Il DAI riferisce che ad Arconte sconosciuto subentrò suo figlio, seguito da suo nipote; gli storici generalmente ritengono veritieri i resoconti forniti dal DAI sulla successione dei principi della stessa famiglia, ma non è stato possibile risalire a nessun nome antecedente all'epoca in cui si affermò Viseslao (780 circa-800).

## Viseslao, Radoslao e Prosigoj (780-830 circa)

L'Europa e i principati slavi nell'814 circa

L'epoca e le circostanze in cui si affermarono i primi tre sovrani serbi restano pressoché sconosciute. Il primo della dinastia dei Vlastimirović di cui si conosce il nome fu Viseslao, poiché è noto che visse nella stessa epoca di Carlo Magno (fl. 768-814), gli storici hanno sostenuto che iniziò a governare intorno al 780. A quel tempo, le comunità serbe erano organizzate in župe (sing. župa), ossia confederazioni di villaggi (grosso modo l'equivalente di una contea), con a capo uno zupano locale (un magistrato o governatore); il governatorato era ereditario e lo župan riferiva delle sue azioni al principe serbo, che era obbligato ad aiutare in tempi di guerra. Secondo il DAI, la «Serbia battezzata» (nota erroneamente e anacronisticamente nella storiografia come Raška o Rascia), comprendeva le città abitate (καστρα/kastra) di Destinikon (Δεστινίκον), Tzernabouskeï (Τζερναβουσκέη), Megireto (Μεγυρέτους), Dresneïk (Δρεσνεήκ), Lesnik (Λεσνήκ) e Salines (Σαληνές), mentre la «piccola regione» (χοριον/chorion) della Bosna (Βοσωνα), parte della Serbia, aveva le città di Katara (Κατερα) e Desnik (Δέσνηκ). Le altre terre (o principati) abitate da serbi menzionate includevano Paganija, Zahumlje e Travunia, mentre la «terra» di Duklja era posseduta dai romei (pur essendo presumibilmente anch'essa colonizzata da serbi). Dato l'ampio territorio in cui si erano stanziati, i serbi si imposero molto probabilmente in maniera graduale come una piccola élite militare che riuscì a organizzare e ad assimilare altre comunità slave più numerose e già insediatesi nella regione. Questi gruppi di persone confinavano con quella che si potrebbe definire come «Serbia» a nord, ma i confini esatti del primo proto-Stato serbo risultano tutt'altro che facilmente definibili.
Sebbene Viseslao sia menzionato soltanto per nome, il DAI afferma che i serbi erano al servizio dell'imperatore bizantino e che all'epoca erano in pace con i bulgari, di cui erano vicini e con i quali condividevano una frontiera comune. Nel periodo in cui Telerig (r. 768-777) esercitò il potere nel Primo Impero bulgaro, questi ipotizzò di colonizzare alcune delle proprie terre con altri Slavi provenienti dai vicini Berziti, poiché la precedente espansione bulgara aveva causato massicce migrazioni di Slavi e lo spopolamento della Bulgaria (si pensi che, nel 762, più di 200.000 persone fuggirono in territorio bizantino e furono ricollocati in Asia Minore). Venuto a conoscenza dei piani espansionistici dei Bulgari, Costantino V si scontrò militarmente con questi ultimi nella battaglia di Berzitia nel 774, uscendone vittorioso e impedendo un'invasione della Serbia. Nel 783, nell'Impero bizantino si verificò una grande rivolta slava, estesasi così tanto da coinvolgere sia la Macedonia sia il Peloponneso; essa fu successivamente sedata dal patrikios romeo Stauracio.
A Viseslao succedette il figlio Radoslao, seguito dal nipote Prosigoj. Uno dei due governò molto probabilmente in concomitanza della rivolta di Ljudevit Posavski contro i Franchi (819-822); secondo il capitolo dedicato all'822 presente negli Annales Regni Francorum di Eginardo, Ljudevit si spostò dalla sua sede di Sisak nel territorio dei Serbi (secondo alcuni storici da qualche parte nella Bosnia occidentale). In un passaggio degli Annales Regni Francorum si legge in particolare «i Serbi, di cui si dice che detengano la gran parte della Dalmazia» (ad Sorabos, quae natio magnam Dalmatiae partem obtinere dicitur). Secondo Živković, l'impiego del termine "Dalmazia" per riferirsi sia alle terre in cui dominavano i serbi sia a quelle sotto il dominio del duca croato era probabilmente un riflesso delle aspirazioni territoriali dei Franchi verso l'intera regione costituita dalla vecchia provincia romana della Dalmazia. Sebbene i confini descritti delimitino una vasta area, si tratta perlopiù di un territorio montuoso e inaccessibile, caratterizzato dalle alte catene delle Alpi Dinariche. All'interno di questa regione, i serbi si stabilirono solo in piccole valli fluviali isolate e tra di loro distanti, caratterizzate da doline carsiche e bacini fertili. Queste terre erano ottime per dedicarsi all'agricoltura, mentre le aree montuose, a malapena accessibili, apparivano disabitate. Il pronipote di Viseslao, Vlastimiro, iniziò a governare nell'830: si tratta del più antico sovrano serbo su cui si conoscono informazioni più certe.

## Espansionismo bulgaro (805-829)
A est, il Primo Impero bulgaro stava continuando a rafforzarsi. Nell'805, l'influente Krum (r. 803-814) sottomise i Braničevci, i Timočani e gli Obodriti, stanziati a est della Serbia, bandendo i loro capi tribù e sostituendoli con amministratori nominati da lui stesso. Nell'815, i Bulgari e i Bizantini firmarono un trattato di pace trentennale, ma nell'818, mentre era al potere Omurtag (r. 814-831), i Braničevci e i Timočani, assieme ad altre tribù di frontiera, si ribellarono e si separarono dalla Bulgaria a causa di una riforma amministrativa che li aveva privati di gran parte della loro autonomia locale. I Timočani rinunciarono al rapporto di alleanza imposto dell'Impero bulgaro e chiesero protezione, al pari degli Obodriti e dei Guduscani danubiani, al Sacro Romano Imperatore Ludovico il Pio. I Timočani migrarono in territorio franco, spingendosi da qualche parte nella Pannonia meridionale, e furono menzionati per l'ultima volta nell'819, quando vennero convinti da Ljudevit a unirsi a lui per combattere i Franchi. Gli Obodriti danubiani rimasero nel Banato e resistettero ai Bulgari fino all'824, anno in cui scompaiono da qualsiasi fonte. Già Krum aveva inviato degli ambasciatori presso i Franchi chiedendo che venissero delimitati dei confini precisi tra i vari gruppi; le trattative durarono fino all'826, quando i Franchi semplicemente smisero di interessarsi alla questione. Per tutta risposta, i Bulgari decisero di sottomettere gli Slavi che vivevano in Pannonia. In seguito i Bulgari inviarono delle navi lungo il fiume Drava e, nell'828, devastarono la Pannonia superiore a nord della Drava. Si verificarono altri combattimenti anche nell'829 e, a quel punto, i Bulgari poterono dirsi padroni su tutti i loro vecchi alleati slavi.
In generale, l'Impero bulgaro perseguiva una politica di espansione la quale imponeva prima il pagamento di un tributo a un popolo vicino e l'obbligo di fornire assistenza militare sotto forma di alleanza ("società"), concedendo libertà di autogoverno interno e di nomina di governanti locali. Quando la necessità di questo tipo di relazione terminava, l'impero poneva fine all'autogoverno del suddetto popolo e imponeva il proprio potere in maniera diretta e assoluta, integrandolo appieno nel sistema politico e culturale bulgaro.

## Vlastimiro, Mutimiro e Pribislavo (830-892)

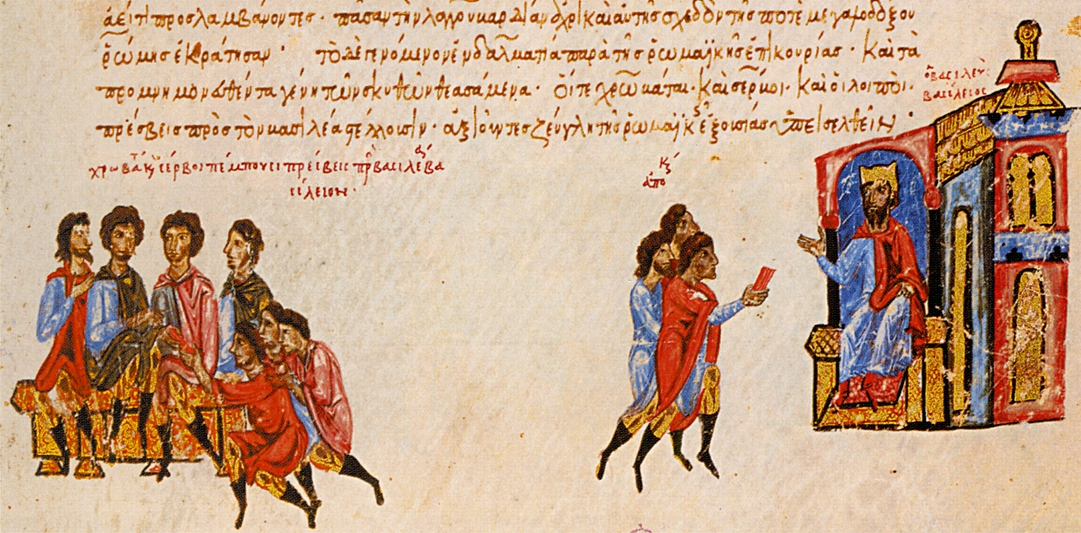
L'imperatore Basilio I riceve le delegazioni di croati e serbi

Vlastimir, subentrato al padre Prosigoj nell'830 circa, riuscì a riunire varie tribù serbe. I Serbi vivevano in stato di grande agitazione e avevano deciso di coalizzarsi, in quanto forse allarmati a causa delle nuove campagne espansionistiche dell'Impero bulgaro verso i loro confini. È pertanto probabile che la preoccupazione principale riguardava la paura che l'egemonia dei bulgari potesse giungere anche a sud, in Macedonia. L'imperatore Teofilo (r. 829-842) fu riconosciuto come signore nominale sui Serbi e, con grande verosimiglianza, li incoraggiò a contrastare i Bulgari. In quel frangente storico, il trattato di pace trentennale stipulato tra Bizantini e Bulgari nell'815 risultava ancora in vigore.
Secondo Costantino VII, i Serbi e i Bulgari avevano convissuto pacificamente come vicini fino all'invasione bulgara dell'839 (negli ultimi anni di vita di Teofilo). Non si sa cosa scatenò effettivamente la guerra, dato che Porfirogenito non fornisce un resoconto esaustivo. È infatti ignoto se essa scoppiò per via del deterioramento delle relazioni serbo-bulgare dovuto alle conquiste bulgare compiute a sud-est oppure per via dell'inasprimento delle relazioni bilaterali bizantino-bulgare. Secondo Porfirogenito, i Bulgari volevano continuare la loro conquista delle terre slave e sottomettere i Serbi, alleati di Costantinopoli. Presiano I (r. 836-852) invase il territorio serbo nell'839, scatenando un conflitto che si trascinò per tre anni e terminato con la vittoria dell'esercito serbo capeggiato da Vlastimiro. Quest'ultimo espulse Presiano dalla Serbia, causando molte vittime tra le file avversarie e impedendogli di compiere nuove acquisizioni. I Serbi poterono confidare sulla loro conoscenza della geografia locale, considerando che sfruttano in maniera efficace la presenza di foreste e gole. La sconfitta dei Bulgari, che nel IX secolo risultavano una delle maggiori potenze dell'Europa sud-orientale, dimostra che la Serbia era uno Stato organizzato, pienamente in grado di difendere i propri confini e dotato di un'organizzazione militare e amministrativa molto elevata. Non è noto se all'epoca di Vlastimiro la Serbia disponesse di un sistema di fortificazioni e avesse sviluppato strutture militari con ruoli ben definiti degli zupani. Dopo la vittoria sui Bulgari, il prestigio di Vlastimiro aumentò e, secondo Fine, egli continuò a espandersi verso ovest, conquistando la Bosnia e l'Erzegovina (nota come Hum). Mentre avvenivano queste conquiste, le regioni di Braničevo, della Morava, del Timok, del Vardar e del Podrimlje finirono sotto l'egemonia bulgara. Vlastimiro diede in sposa sua figlia a Krajina, figlio di uno zupano locale di Trebigne, Beloje, nell'847/848 circa. In virtù di questo matrimonio, Vlastimir elevò il titolo di Krajina ad «arconte». La famiglia dei Belojević acquisì così il diritto di governare la Travunia. Dopo la morte di Vlastimir, il governo fu spartito tra i suoi tre figli, ovvero Mutimiro, Stroimiro e Goinico. I fratelli sconfissero ancora una volta i Bulgari nell'853-854 circa (guerra bulgaro-serba (853)), facendo altresì prigioniero il principe bulgaro Vladimiro, figlio di Boris di Bulgaria. Soltanto in seguito le controparti suggellarono una pace e dimenticarono temporaneamente le loro acredini.
Frattanto, la cristianizzazione dei Serbi stava ormai andando completandosi. Nell'870 era stata inoltre fondata l'eparchia di Ras, menzionata nel Quarto Concilio di Costantinopoli (878-880), su ordine dell'imperatore Basilio I. Mutimiro ribadì la sua fedeltà alla Chiesa orientale romea quando papa Giovanni VIII lo invitò a riconoscere la giurisdizione del vescovato di Sirmio in una lettera risalente al maggio dell'873. Sia il clero serbo sia quello bulgaro adottarono come lingua liturgica lo slavo ecclesiastico antico al posto del greco. Dopo aver sconfitto i Bulgari, Mutimiro estromise i suoi fratelli, che cercarono rifugio proprio in Bulgaria. Mantenne invece alla sua corte il figlio di Goinico, Petar Gojniković, che però riuscì a fuggire in Croazia. Mutimiro regnò fino all'890, venendo poi succeduto dal figlio Pribislavo. Tuttavia, quest'ultimo fu rovesciato da Petar, che era tornato dal suo esilio in Croazia nell'892 circa.

## Petar, Pavle e Zaharija (892-927)
Il nome Petar (Pietro) lascia intendere che il cristianesimo aveva iniziato a permeare capillarmente la cultura della Serbia, senza dubbio attraverso i contatti esterni con la Bulgaria e Bisanzio. Petar si assicurò il trono (dopo aver respinto la minaccia costituita da Klonimir, figlio di Stojmir) e la sua autorità fu riconosciuta anche da Simeone I di Bulgaria, con cui venne siglata un'alleanza. Avendo già ottenuto la fedeltà della Travunia, Petar iniziò a espandere il suo Stato a nord e a ovest, annettendo la valle del fiume Bosna e spostandosi poi verso ovest, dove si assicurò la fedeltà dei Narentani, una tribù slava nota per la sua resistenza a qualsiasi tentativo di sottomissione e conosciuta per le sue continue scorrerie. Tuttavia, l'espansione di Pietro in Dalmazia lo portò in conflitto con il principe Michele di Zaclumia, anch'egli divenuto potente e a capo del principato costiero di Zaclumia.
Sebbene alleato di Simeone I di Bulgaria, Petar divenne sempre più scontento di quello che sembrava piuttosto un rapporto di vassallaggio. L'espansione del serbo verso la costa facilitò i contatti con i Bizantini, attraverso le strade che conducevano a Dyrrhachium (Durazzo). Alla ricerca di alleati contro la Bulgaria, i Bizantini garantirono numerose promesse di maggiore indipendenza e ricchezze a Petar se si fosse unito alla loro alleanza. Quest'ultimo potrebbe aver pianificato un attacco alla Bulgaria rivolgendosi ai bellicosi Magiari, circostanza che dimostrerebbe l'estensione del suo regno fino alle rive del fiume Sava. Tuttavia Michele di Zaclumia, che era nemico di Petar e fedele vassallo di Simeone, probabilmente avvisò lo zar bulgaro dei piani del serbo. Ne seguì una fase geopolitica particolarmente confusa, durante la quale si susseguirono numerosi governanti serbi.
Simeone attaccò la Serbia nel 917 e depose Petar, nominando Pavle Branović (un nipote di Mutimir) come principe di Serbia, subordinato a Simeone; al contrario, alcuni studiosi suggeriscono che Simeone assunse direttamente il controllo della Serbia in questo periodo. Non contenti di ciò, i Bizantini inviarono Zaharija Pribislavljević nel 920 per spodestare Pavle, ma questi fallì e fu inviato in Bulgaria come prigioniero. I Bizantini riuscirono allora a portare il principe Pavle dalla loro parte. A sua volta, Zaharija invase la Serbia con una forza bulgara e spodestò suo cugino Pavle nel 922. Tuttavia, anche lui si rivolse in cerca di aiuto a Costantinopoli e i romei riuscirono a sconfiggere una forza punitiva inviata dai Bulgari. In quel frangente si susseguirono continuamente e ciclicamente delle lotte dinastiche tra i successori di Vlastimir, fomentate dai Bizantini e dai Bulgari, che di fatto usavano i Serbi come pedine. Sebbene l'aiuto bulgaro si fosse rivelato il più efficace in termini di risultati, quello bizantino continuava ad essere preferito. Simeone fece la pace con i Bizantini per risolvere una volta per tutte il futuro della Serbia. Nel 924, inviò un grande esercito comandato da Časlav, figlio di Klonimir. L'esercito costrinse Zaharija a fuggire in Croazia e gli zupani serbi furono quindi convocati per riconoscere Časlav come nuovo principe. Quando arrivarono, però, furono tutti imprigionati e portati in Bulgaria, allo stesso modo di Časlav. Gran parte della Serbia fu devastata e molte persone fuggirono in Croazia, Bulgaria e a Costantinopoli. Simeone trasformò la Serbia in una provincia bulgara, riuscendo così a far sì che il suo impero tanto con la Croazia quanto con la Zaclumia. Decise quindi di attaccare la Croazia, perché era un alleato bizantino e aveva fornito asilo al principe serbo.

## Časlav (927-960)

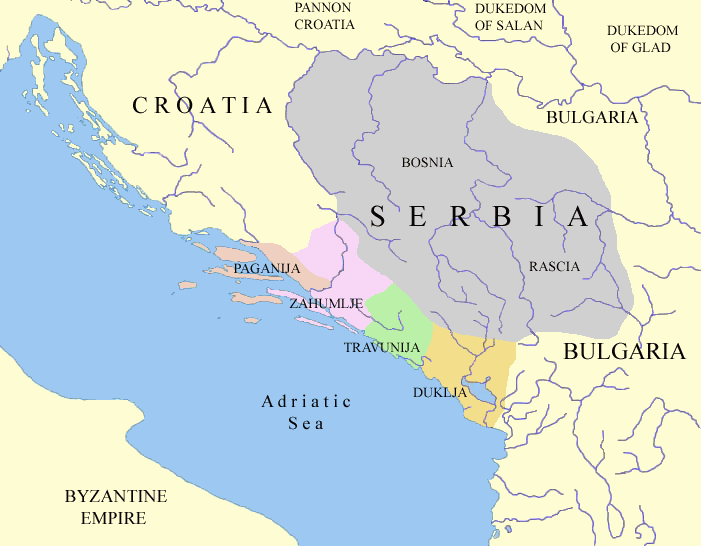
Il principato serbo durante il dominio di Časlav (927-960)

Il dominio bulgaro sulla Serbia durò solo tre anni. Dopo la morte di Simeone, Časlav Klonimirović (r. 927 circa-960) guidò i rifugiati serbi verso la Serbia. Si assicurò la fedeltà dei ducati dalmati e pose fine al dominio bulgaro nella Serbia centrale. Dopo la morte di Tomislav, la Croazia si trovava in una situazione di quasi anarchia per via delle lotte che scoppiarono tra i suoi figli, circostanza che permise a Časlav di estendere il suo dominio a nord fino al fiume Vrbas, ottenendo la fedeltà dei capi dei vari zupani bosniaci.
Durante quello che rappresentò l'apogeo della potenza serba, il cristianesimo e la cultura penetrarono e si affermarono pienamente, poiché il principe serbo visse in rapporti pacifici e cordiali con i Bizantini. Tuttavia, per quanto forte fosse diventato, il potere della Serbia (come in altri Stati slavi primitivi) appariva saldo soltanto per via della carismatica personalità di Časlav. Non esistendo un governo centralizzato, ma una confederazione di principati slavi, l'esistenza del Gran Principato unificato dipendeva soprattutto dalla fedeltà dei principi minori a Časlav. Quando questi morì mentre difendeva la Bosnia dalle incursioni degli Ungari tra il 950 e il 960, la coalizione si disintegrò.
A seguito di questo evento, si riscontra una lacuna nella ricostruzione della storia della Serbia interna (nelle fonti occidentali più tarde riportata come Rascia), poiché essa fu annessa dall'Impero bizantino solo nel 970 circa. La dinastia continuò ad esercitare il suo potere nelle regioni marittime e, negli anni 990, Jovan Vladimir divenne il principe serbo più potente, governando sull'attuale Montenegro, sull'Erzegovina orientale e sull'Albania settentrionale. Questo Stato divenne noto come Doclea (Duklija), dal nome dell'antica città romana omonima. Tuttavia, nel 997 fu assoggettato all'autorità dello zar Samuele di Bulgaria.
Quando i Bizantini sconfissero definitivamente i Bulgari, ripresero il controllo della maggior parte dei Balcani per la prima volta dopo quattro secoli. Le terre serbe furono governate da uno strategos, che esercitava il suo dominio dal thema di Sirmio. Tuttavia, i principi serbi locali continuarono a regnare come vassalli dell'imperatore bizantino, mantenendo l'autonomia locale sulle loro terre, pur essendo solo nominalmente sudditi bizantini. Furono mantenuti dei forti a Belgrado, Sirmio, Niš e nel Braničevo. Si trattava, per la maggior parte, di strutture difensive presidiate dalla nobiltà locale, rea di frequenti ribellioni contro il dominio bizantino.

## Caduta e conseguenze
Dopo la morte di Časlav, avvenuta intorno al 960, l'entroterra serbo fu annesso dai Bizantini e riorganizzato come Catepanato di Ras (971-976). La Serbia perse il suo dominio centralizzato e le province passarono nuovamente sotto Costantinopoli. Jovan Vladimir emerse in seguito come sovrano della Doclea, il piccolo territorio circoscritto ad Antivari, sulla costa adriatica, e accettò di divenire un vassallo bizantino. Il suo regno era chiamato "Serbia", "Dalmazia", "Sclavonia" o con altre forme e, nella sostanza, comprendeva gran parte delle province marittime, tra cui la Travunia e la Zaclumia. Il suo regno si estendeva probabilmente anche nell'entroterra, includendo alcune parti dello Zagorje (Serbia interna e Bosnia). La posizione preminente di Vladimir rispetto agli altri nobili slavi dell'area spiega perché l'imperatore Basilio si rivolse a lui per dare vita a una coalizione anti-bulgara. In difficoltà per via della guerra in corso in Anatolia, l'imperatore Basilio necessitava di sostenitori per la sua guerra contro lo zar Samuele (r. 997-1014), che a capo dell'Impero bulgaro aveva raggiunto la Macedonia. Per rappresaglia, Samuele invase la Doclea nel 997 e si spinse attraverso la Dalmazia fino alla città di Zara, incorporando la Bosnia e la Serbia nel suo regno. Dopo aver surclassato Vladimir, Samuele lo reintegrò quale suo principe vassallo. Non è noto quale fosse il legame di Vladimir con i precedenti principi di Serbia o con i sovrani di Croazia: molto di ciò che è riportato nella Cronaca del Prete di Doclea sulla genealogia dei sovrani docli risulta legato a racconti mitologici. Vladimir fu assassinato da Vladislav, fratello e successore di Samuele, intorno al 1016. L'ultimo membro di spicco della sua famiglia, lo zio Dragimir, fu ucciso da alcuni cittadini locali a Cattaro nel 1018. Nello stesso anno, i Bizantini sconfissero i Bulgari e, al culmine di una grande operazione strategica, riconquistarono praticamente tutta l'Europa sud-orientale.

## Governo
Il sovrano godeva del titolo di "principe (arconte) dei Serbi" (αρχων Σερβλίας). Nella storiografia serba, si impiega invece tradizionalmente il titolo slavo di knez (кнез) al posto del greco arhont (архонт). Il DAI riferisce che il trono serbo passava di padre in figlio, malgrado i nomi dei sovrani risultino sconosciuti fino a quando non salì al potere Viseslao. Come detto, la Serbia dell'epoca era organizzata in župe (al singolare župa), una confederazione di comunità di villaggio (più o meno l'equivalente di una contea), con a capo uno zupano locale (un magistrato o governatore); il governatorato era ereditario e lo župan riferiva al principe serbo, che era obbligato ad aiutare in caso di guerra.
Lo storico B. Radojković (1958) ha ipotizzato che la Serbia non fosse nient'altro un «principato diviso». Secondo la sua ricostruzione, Viseslao sarebbe stato un capo militare (veliki vojvoda) che con il suo piccolo esercito riuscì abilmente a concentrare il potere nelle sue mani, cedendo poi la sua carica ai propri discendenti (Veliki župan). In questo modo, il primo Stato serbo avrebbe assunto un impianto più o meno stabile per circa 150 anni reggendosi grazie a una democrazia militare. Tuttavia, la teoria di B. Radojković è stata screditata dallo storico Sima Ćirković nel 1960.

## Geografia

### Città
Stando al DAI, la «battezzata Serbia» includeva le seguenti città (καστρα/kastra), riportate in versioni differenti nella trascrizione di Moravcsik (1967):
| "Città abitate"               | Annotazioni |
| Serbia (propriamente detta)   | Serbia (propriamente detta) |
| ----------------------------- | --- |
| Destinikon (Δεστινίκον)       | Slavizzata in Destinik e Dostinik, si trovava con grande verosimiglianza a sud-est di Ras. Secondo Relja Novaković, corrisponderebbe a Gedže, oggi compresa in Rahovec |
| Tzernabouskeï (Τζερναβουσκέη) | Slavizzata in Crnobuški e Černavusk. — |
| Megyretous (Μεγυρέτους)       | Slavizzata in Međurečje (ovvero "[terra] tra i fiumi"). —Corrisponderebbe a Novo Goražde o Soko, alla confluenza tra il Piva e il Tara                                 |
| Dresneïk (Δρεσνεήκ)           | Slavizzata in Drežnik e Drsnik. —Drežnik |
| Lesnik (Λεσνήκ)               | Slavizzata in Lešnik e Lesnica. —Lešnica |
| Salines (Σαληνές)             | Slavizzata in Soli. —Tuzla |
| Bosnia                        | |
| Katera (Κατερα)               | Slavizzata in Kotor. —Kotorac, nel Vrhbosna. —Forse Bobac/Bobos a Kotor Varoš.                                                                                         |
| Desnik (Δέσνηκ)               | —Non identificata. —Bulić: Non identificata. |

La "piccola regione" (χοριον/chorion) della Bosnia (Βοσωνα/Bosona) faceva parte della Serbia e includeva le città di Katera (Κατερα) e Desnik (Δέσνηκ) Le altre terre (o principati) abitate da serbi citate nel DAI comprendevano le porzioni di Paganija, Zaclumia e Travunia marittima; la Doclea marittima era invece posseduta dai Bizantini, ma presumibilmente fu colonizzata anch'essa da abitanti serbi. Ogni regione costiera confinava a nord con la Serbia.

## Religione

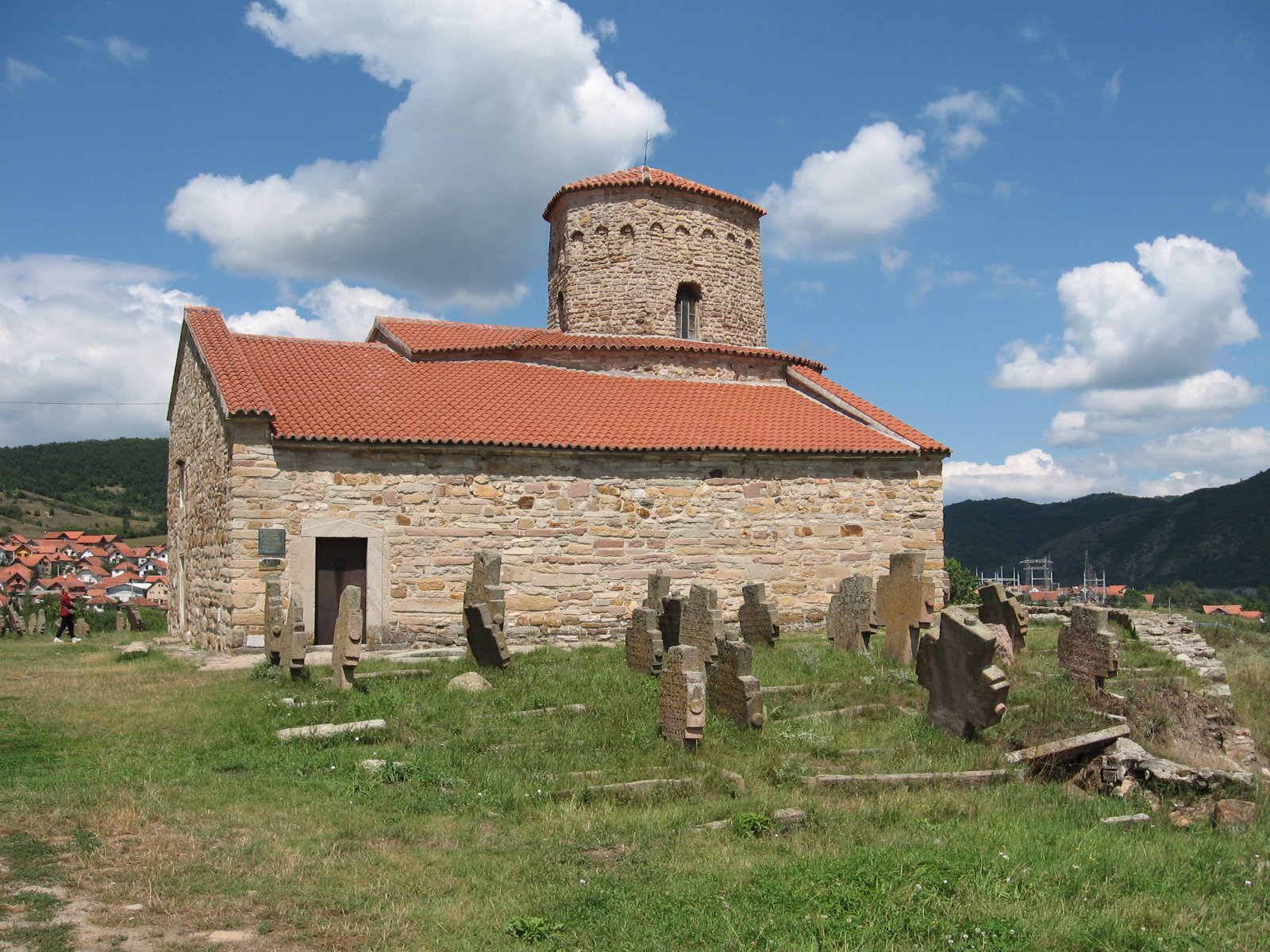
La Chiesa dei Santi Apostoli Pietro e Paolo di Novi Pazar, riconosciuta patrimonio mondiale dell'umanità dall'UNESCO

L'istituzione del cristianesimo come religione di stato risale all'epoca del principe Mutimir e dell'imperatore bizantino Basilio I il Macedone (r. 867-886), che, dopo essere riuscito a far accettare ai Serbi la sua autorità nominale, inviò dei sacerdoti assieme all'ammiraglio Niceta Orifa. Ciò avvenne prima che avesse luogo l'assedio di Ragusa dell'866-868, quando le flotte dalmate furono inviate a difendere la città di Ragusa dai Saraceni.
La cristianizzazione fu dovuta in parte all'influenza bizantina e successivamente a quella bulgara. È importante segnalare che almeno durante il governo di Kocel di Pannonia (r. 861-874) sussistettero degli scambi tra la Serbia e la Grande Moravia. Il papa era presumibilmente consapevole di questa circostanza quando ipotizzò di convocare Cirillo e Metodio. La costa dalmata rimase in mano all'autorità bizantina fino a nord di Spalato per lungo tempo. È possibile che alcuni discepoli di Cirillo e Metodio avessero raggiunto la Serbia tra 870 e 880, forse su sollecito dello stesso Metodio. Gli storici ritengono che la Serbia abbracciò definitivamente il cristianesimo a partire dall'870 circa.
La prima sede vescovile serba, l'eparchia di Ras, fu fondata nel centro politico di Ras, vicino all'odierna Novi Pazar e sul fiume Ibar. È incerto se fosse stata sottoposta in principio alla diocesi di Spalato o di Durazzo, entrambe allora bizantine. La prima chiesa dei Santi Apostoli Pietro e Paolo a Ras può essere datata al IX-X secolo; la pianta circolare di cui si fregia era caratteristica delle cappelle più antiche. La sede vescovile fu istituita poco dopo l'871, mentre Mutimir era al potere, e rientrava nel piano generale di istituzione di vescovadi nelle terre slave dell'Impero, come confermato dal Concilio di Costantinopoli dell'879-880. L'eparchia di Braničevo fu fondata nell'878 sostituendo quella di Viminacium e di Horreum Margi.
Il sigillo di Stroimiro (morto tra l'880 e l'896), figlio di Vlastimir, venne acquistato dallo Stato serbo in un'asta tenutasi in Germania. Il sigillo presenta una croce patriarcale al centro e delle iscrizioni in greco che recitano: «Dio, aiuta Stroimiro (CTPOHMIP)».
Petar Gojniković (e. 892-917) era sicuramente un principe cristiano, religione che ormai si era capillarmente diffusa ai suoi tempi. Inoltre, poiché la Serbia confinava con la Bulgaria, l'influenza cristiana e forse i missionari stessi provenivano da lì. Questa tendenza sarebbe aumentato nel corso del ventennio di pace che ne seguì. La generazione precedente (Mutimiro, Stroimiro e Goinico) aveva nomi slavi, mentre la successiva (Petar, Stefano, Pavle e Zaharija) aveva nomi cristiani, un'indicazione di forti missioni bizantine in Serbia, così come verso gli Slavi che vivevano lungo la costa adriatica, tra 870 e 800.
L'annessione bulgara della Serbia nel 924 si rivelò importante per la futura evoluzione della Chiesa serba. Al più tardi a quell'epoca, la Serbia doveva aver ricevuto l'alfabeto cirillico e i testi religiosi slavi, già familiari ma forse non ancora preferiti al greco.
Tra i primi edifici ecclesiastici degni di nota occorre ricordare il Monastero di San Michele Arcangelo a Teodo, costruito su un'isola all'inizio del IX secolo e sorto sulle rovine di chiese più antiche a tre navate con tre absidi a est, risalenti al III e VI secolo, Bogorodica Hvostanska (VI secolo) e la chiesa dei Santi Pietro e Paolo di Novi Pazar.

### Fonti primarie
- Costantino Porfirogenito, De administrando imperio, a cura di Gyula Moravcsik, traduzione di Romillyi J. H. Jenkins, Dumbarton Oaks Center for Byzantine Studies, 1967, ISBN 978-0-88402-021-9.
- Annales Regni Francorum (opera completa), su thelatinlibrary.com. URL consultato il 17 settembre 2021.
- Dragana Kunčer (a cura di), Gesta Regum Sclavorum, vol. 1, Belgrado-Nikšić, Istituto di Storia, Monastero di Ostrog, 2009.
- Tibor Živković (a cura di), Gesta Regum Sclavorum, vol. 2, Belgrado-Nikšić, Istituto di Storia, Monastero di Ostrog, 2009.
- John Nesbitt e Nicolas Oikonomides, Catalogue of Byzantine Seals at Dumbarton Oaks and in the Fogg Museum of Art, 1: Italy, North of the Balkans, North of the Black Sea, Washington DC, Dumbarton Oaks Research Library and Collection, 1991, ISBN 0-88402-194-7.
- Ferdo Šišić, Cronaca del prete di Doclea, Belgrado-Zagabria, Accademia reale serba, 1928.

### Fonti secondarie
- (EN) Harry S. Ashmore, Encyclopædia Britannica: a new survey of universal knowledge, vol. 20, 1961.
- (EN) Dušan T. Bataković, The Serbs of Bosnia & Herzegovina: History and Politics, Parigi, Dialogue, 1996, ISBN 978-29-11-52710-4.
- (FR) Dušan T. Bataković, Histoire du peuple serbe, Losanna, L'Age d'Homme, 2005, ISBN 978-28-25-11958-7.
- (EN) Dejan Bulić, The Fortifications of the Late Antiquity and the Early Byzantine Period on the Later Territory of the South-Slavic Principalities, and their re-occupation, in The World of the Slavs: Studies of the East, West and South Slavs: Civitas, Oppidas, Villas and Archeological Evidence (7th to 11th Centuries AD), Belgrado, Istorijski institut, 2013,  pp. 137-234, ISBN 978-86-77-43104-4.
- (EN) John B. Bury, A History of the Eastern Empire from the Fall of Irene to the Accession of Basil I. (A.D. 802-867), Londra, Macmillan, 1912, ISBN 978-12-75-59462-3.
- (SR) Sima Ćirković, Критике и прикази: Разматрања о деоном владању и деоним кнежевинама [Critiche e punti di vista: considerazioni sul periodo della frammentazione e sui principati frammentati], in Istoriski glasnik, 1–2, Društvo istoričara NR Srbije, 1960,  pp. 195-198. URL consultato il 23 giugno 2023 (archiviato dall'url originale il 16 giugno 2016).
- (EN) Sima Ćirković, The Serbs, Malden, Blackwell Publishing, 2004, ISBN 978-14-05-14291-5.
- (EN) Dejan Crnčević, Architecture of Cathedral Churches on the Eastern Adriatic Coast at the Time of the First Principalities of South Slavs (9th-11th Centuries), in The World of the Slavs: Studies of the East, West and South Slavs: Civitas, Oppidas, Villas and Archeological Evidence (7th to 11th Centuries AD), Belgrado, Istorijski institut, 2013,  pp. 37-136, ISBN 978-86-77-43104-4.
- (EN) Florin Curta, The Making of the Slavs: History and Archaeology of the Lower Danube Region, c. 500–700, Cambridge, Cambridge University Press, 2001, ISBN 978-11-39-42888-0.
- (EN) Florin Curta, Southeastern Europe in the Middle Ages, 500-1250, Cambridge, Cambridge University Press, 2006, ISBN 978-0-511-81563-8.
- (EN) Florin Curta, Eastern Europe in the Middle Ages (500-1300), BRILL, 2019, ISBN 978-90-04-39519-0.
- (SR) Božidar Ferjančić, Василије I и обнова византијске власти у IX веку [Basilio I e la restaurazione del potere bizantino nel IX secolo], n. 36, Belgrado, Zbornik radova Vizantološkog instituta, 1997,  pp. 9-30.
- (EN) John Van Antwerp Jr. Fine, The Early Medieval Balkans: A Critical Survey from the Sixth to the Late Twelfth Century, Ann Arbor, University of Michigan Press, 1991, ISBN 0-472-08149-7.
- (EN) Peter Heather, Empires and Barbarians: The Fall of Rome and the Birth of Europe, Oxford University Press, 2010, ISBN 978-0-19-974163-2.
- (EN) Dennis P. Hupchick, The Bulgarian-Byzantine Wars for Early Medieval Balkan Hegemony: Silver-Lined Skulls and Blinded Armies, New York, Springer, 2017, ISBN 978-33-19-56206-3.
- (EN) Vujadin Ivanišević e Bojana Krsmanović, Byzantine Seals from the Ras Fortress (PDF), vol. 50, n. 1, Зборник радова Византолошког института, 2013,  pp. 449-460. URL consultato il 23 giugno 2023 (archiviato dall'url originale il 3 settembre 2023).
- (EN) Pavle Ivić, The History of Serbian Culture, Edgware, Porthill Publishers, 1995, ISBN 978-18-70-73231-4.
- (EN) Đorđe Janković, The Slavs in the 6th Century North Illyricum, n. 20, Gazzetta della Società archeologica serba, 2004,  pp. 39-61.
- (SR) Đorđe Janković, Српско Поморје од 7. до 10. столећа [La Serbia costiera tra il VII e il X Secolo] (PDF), Belgrado, Società archeologica serba, 2007.
- (EN) Miliana Kaimakamova e Maciej Salamon, Byzantium, new peoples, new powers: the Byzantino-Slav contact zone, from the ninth to the fifteenth century, Towarzystwo Wydawnicze "Historia Iagellonica", 2007, ISBN 978-83-88737-83-1.
- (EN) Jovanka Kalić, Rascia – The Nucleus of the Medieval Serbian State, in The Serbian Question in the Balkans, Belgrado, Faculty of Geography, 1995,  pp. 147-155.
- (EN) Predrag Komatina, The Slavs of the mid-Danube basin and the Bulgarian expansion in the first half of the 9th century, n. 47, Zbornik radova Vizantološkog instituta, 2010,  pp. 55-82.
- (EN) Predrag Komatina, Settlement of the Slavs in Asia Minor During the Rule of Justinian II and the Bishopric των Γορδοσερβων, n. 5, Belgrade Historical Review, 2014,  pp. 33-42.
- (EN) Predrag Komatina, The Church in Serbia at the Time of Cyrilo-Methodian Mission in Moravia, Cyril and Methodius: Byzantium and the World of the Slavs, Salonicco, Dimos, 2015,  pp. 711-718.
- (EN) Bojana Krsmanović, The Byzantine Province in Change: On the Threshold Between the 10th and the 11th Century, Belgrado, Institute for Byzantine Studies, 2008, ISBN 978-96-03-71060-8.
- (EN) Jelena Mrgić-Radojčić, Rethinking the Territorial Development of the Medieval Bosnian State, in Историјски часопис, n. 51, 2004,  pp. 43-64.
- (BS) Relja Novaković, Gde se nalazila Srbija od VII do XII veka [Dov'era la Serbia dal VII al XII secolo], Narodna knjiga i Istorijski institut, 2010  [1981].
- (EN) Dimitri Obolenskij, The Byzantine Commonwealth: Eastern Europe, 500-1453, Londra, Cardinal, 1974, ISBN 978-03-51-17644-9.
- (EN) Georgij Ostrogorskij, History of the Byzantine State, Oxford, Basil Blackwell, 1956.
- (EN) Vladeta Petrović, Terrestrial Communications in the Late Antiquity and the Early Middle Ages in the Western Part of the Balkan Peninsula, in The World of the Slavs: Studies of the East, West and South Slavs: Civitas, Oppidas, Villas and Archeological Evidence (7th to 11th Centuries AD), Belgrado, Istorijski institut, 2013,  pp. 235-287, ISBN 978-86-77-43104-4.
- (EN) Marko Popović, The Fortress of Ras, Belgrado, Archaeological Institute, 1999, ISBN 978-86-80-09314-7.
- (EN) Marko Popović, Smilja Marjanović-Dušanić e Danica Popović, Daily Life in Medieval Serbia, Belgrado, Clio & Institute for Balkan Studies, ISBN 978-86-71-02525-6.
- (SR) Borislav M. Radojković, Разматрања о деоном владању и деоним кнежевинама [Considerazioni sul governo della Serbia frammentata e sui vari principati], in Istorijski časopis, VIII, Naučno delo, 1959.
- (EN) Steven Runciman, A History of the First Bulgarian Empire, Londra, G. Bell & Sons, 1930, ISBN 978-05-98-74922-2.
- (EN) Steven Runciman, The Emperor Romanus Lecapenus and His Reign: A Study of Tenth-Century Byzantium, Cambridge, Cambridge University Press, 1988, ISBN 978-05-21-35722-7.
- (EN) Radovan Samardžić e Milan Duškov, Serbs in European Civilization, Belgrado, Nova, Serbian Academy of Sciences and Arts, Institute for Balkan Studies, 1993, ISBN 978-86-75-83015-3.
- (EN) Jonathan Shepard, Slavs and Bulgars, in The New Cambridge Medieval History, vol. 2, Cambridge, Cambridge University Press, 1995,  pp. 228-248, ISBN 978-05-21-36292-4.
- (EN) Jonathan Shepard, Bulgaria: The other Balkan Empire, in The New Cambridge Medieval History, vol. 3, Cambridge, Cambridge University Press, 1999,  pp. 567-583, ISBN 978-05-21-36447-8.
- (EN) Đoko M. Slijepčević, The Macedonian question: the struggle for southern Serbia, American Institute for Balkan Affairs, 1958.
- (EN) Perica N. Špehar, By Their Fruit you will recognize them - Christianization of Serbia in Middle Ages, Poznań, Stowarzyszenie naukowe archeologów Polskich, 2010,  pp. 203-220.
- (EN) Perica N. Špehar, Remarks to Christianisation and Realms in the Central Balkans in the Light of Archaeological Finds (7th-11th c.), in Castellum, Civitas, Urbs: Centres and Elites in Early Medieval East-Central Europe, Budapest, Verlag Marie Leidorf, 2015a,  pp. 71-93.
- (EN) Perica N. Špehar, (Dis)continuity of the Life in Late Antique Danubian Fortresses in Early Middle Ages: From Belgrade to the Confluence of the Timok River, in Archaeology of the First Millennium A.D, vol. 4, Brăila, Istros, 2015b,  pp. 329-350.
- (EN) Perica N. Špehar, Reocupation of the Late Antique Fortifications on the central Balkans during the Early Middle Ages, in Fortifications, Defence Systems, Structures, and Features in the Past, Zagabria, Institute of Archaeology, 2019,  pp. 113-124.
- (EN) Stanoje Stanojević, Serbian Rulers from the 9th to the 20th Century, Belgrado, Princip Press, 2019  [1927].
- (EN) Paul Stephenson, Byzantium's Balkan Frontier: A Political Study of the Northern Balkans, 900-1204, Cambridge University Press, 2000, ISBN 978-0-521-02756-4.
- (EN) Paul Stephenson, The Legend of Basil the Bulgar-Slayer, Cambridge, Cambridge University Press, 2003a, ISBN 978-05-21-81530-7.
- (EN) Paul Stephenson, The Balkan Frontier in the Year 1000, in Byzantium in the Year 1000, BRILL, 2003b,  pp. 109-134, ISBN 978-90-04-12097-6.
- (EN) Warren Treadgold, A History of the Byzantine State and Society, Stanford, Stanford University Press, 1997, ISBN 0-8047-2630-2.
- (EN) Aleksandar B. Uzelac, Prince Michael of Zahumlje – a Serbian ally of Tsar Simeon, in Emperor Symeon's Bulgaria in the History of Europe's South-East: 1100 years from the Battle of Achelous, Sofia, St Kliment Ohridski University Press, 2018,  pp. 236-245.
- (EN) Alexis P. Vlasto, The Entry of the Slavs into Christendom: An Introduction to the Medieval History of the Slavs, Cambridge, Cambridge University Press, 1970, ISBN 978-05-21-07459-9.
- (EN) Mark Whittow, The Making of Orthodox Byzantium, 600–1025, Basingstoke, Macmillan, 1996, ISBN 978-13-49-24765-3.
- (SR) Tibor Živković, Портрети српских владара: IX-XII век [Ritratti di sovrani serbi (secoli IX-XII)], Belgrado, Zavod za udžbenike, 2006, ISBN 86-17-13754-1.
- (EN) Tibor Živković, The Golden Seal of Stroimir (PDF), in Historical Review, vol. 55, Belgrado, Istorijski institut, 2007,  pp. 23-29. URL consultato il 23 giugno 2023 (archiviato dall'url originale il 24 marzo 2018).
- (EN) Tibor Živković, Forging unity: The South Slavs between East and West 550-1150, Belgrado, Istorijski institut, Čigoja štampa, 2008a.
- (EN) Tibor Živković, Constantine Porphyrogenitus' Kastra oikoumena in the Southern Slavs Principalities (PDF), in Историјски часопис, vol. 57, 2008b,  pp. 9-28.
- (EN) Tibor Živković, Constantine Porphyrogenitus' Source on the Earliest History of the Croats and Serbs, vol. 42, Radovi Zavoda Za Hrvatsku Povijest U Zagrebu, 2010a,  pp. 117-131.
- (BS) Tibor Živković, O počecima Bosne u ranom srednjem vijeku [Sulle Origini della Bosnia nel Medioevo], collana Spomenica akademika Marka Šunjića (1927-1998), Sarajevo, Filozofski fakultet, 2010b,  pp. 161-180.
- (EN) Tibor Živković, The Origin of the Royal Frankish Annalist's Information about the Serbs in Dalmatia, in Srdjan Rudić, Споменица академика Симе Ћирковића [Omaggio all'Accademico Sima Ćirković], Belgrado, Istorijski institut, 2011,  pp. 381-398, ISBN 978-86-77-43091-7.
- (EN) Tibor Živković, De conversione Croatorum et Serborum: A Lost Source, Belgrado, Istorijski institut, 2012a.
- (SR) Tibor Živković, Неретљани – пример разматрања идентитета у раном средњем веку [Arentani - Un esempio di esame d'identità nell'alto medioevo], in Istorijski časopis, n. 61, 2012b,  pp. 11-25.
- (EN) Tibor Živković, On the Baptism of the Serbs and Croats in the Time of Basil I (867–886) (PDF), in Studia Slavica et Balcanica Petropolitana, n. 1, 2013a,  pp. 33-53.
- (EN) Tibor Živković, The Urban Landcape [sic] of Early Medieval Slavic Principalities in the Territories of the Former Praefectura Illyricum and in the Province of Dalmatia (ca. 610-950), in Srđan Rudić (a cura di), The World of the Slavs: Studies of the East, West and South Slavs: Civitas, Oppidas, Villas and Archeological Evidence (7th to 11th Centuries AD), Belgrado, Istorijski institut, 2013b,  pp. 15-36, ISBN 978-86-77-43104-4.